# Mançac
Mansac (en francès Mansac) és un municipi francès situat al departament de la Corresa i a la regió de la Nova Aquitània.

## Demografia
| 1962                                       | 1968  | 1975  | 1982  | 1990  | 1999  | 2007  |
| ------------------------------------------ | ----- | ----- | ----- | ----- | ----- | ----- |
| 1.104                                      | 1.114 | 1.227 | 1.281 | 1.341 | 1.311 | 1.372 |
| Des de 1962: població sense dobles comptes |       |       |       |       |       |       |

## Administració
| Període   | Identitat             | Partit |
| --------- | --------------------- | ------ |
| 2001-2008 | Marie-Josée Rousselie | UMP    |
| 2008-     | Isabelle David        | PS     |